# Sphecodes simlaellus
Sphecodes simlaellus là một loài Hymenoptera trong họ Halictidae. Loài này được Blüthgen mô tả khoa học năm 1927.